# Italiens flag
Italiens flag har tre lige brede, lodrette bånd i grønt, hvidt og rødt. Det er inspireret af det franske flag, som Napoleon tog med sig til Italien i 1797. Flaget hedder på italiensk il tricolore, som betyder tre farver.
Den nuværende form af flaget blev taget i brug 1. januar 1948 samtidig med introduktionen af den republikanske grundlov.

## Præsidentens fane
Italiens præsidenter har en officiel fane. Den blev oprettet på initiativ i 1965 af forsvarsministeriet. Det første forslag gik ud på at bruge nationalflaget med våbenmærket i midten, men denne løsning lå for tæt op ad Mexicos flag. Derfor valgte man en kvadratisk løsning med en blå ramme og et indre rødt kvadrat, hvori et hvid kvadrat står på spidsen. Midt i denne finder man en grøn kvadrat, hvori er indlagt våbenmærket i guld.